# Коссато
Коссато (итал. Cossato) — коммуна в Италии, располагается в регионе Пьемонт, в провинции Бьелла.
Население составляет 15000 человек (2008 г.), плотность населения составляет 567 чел./км². Занимает площадь 27 км². Почтовый индекс — 13836. Телефонный код — 015.
Считается, что коммуна находится под покровительством Девы Марии Возносящейся, празднование 15 августа.

## Демография
Динамика населения:

## Города-побратимы
- Неве-Шалом, Израиль

## Администрация коммуны
- Официальный сайт: http://www.comune.cossato.bi.it